# Palmillas (kommun)
Palmillas är en kommun i Mexiko.   Den ligger i delstaten Tamaulipas, i den centrala delen av landet, 400 km norr om huvudstaden Mexico City.
Följande samhällen finns i Palmillas:
- El Llano de Azuas
- Seis de Abril